# Raimund-Ertl-Schanze
Die Raimund-Ertl-Schanze in Breitenwang besteht aus mehreren Skisprungschanzen. Zur Anlage gehören zwei kleinere Schanzen der Kategorien K 20 und K 35, und eine Normalschanze der Kategorie K 85. Die K 85-Schanze steht außerhalb von Breitenwang im Ortsteil Lähn. Die zwei kleineren Schanzen stehen im Ort an der Ortsgrenze zu Reutte nahe dem Freibad. Die K85m Schanze wurde im Jahr  nicht mehr in Betrieb. Auf den zwei kleineren Schanzen wird alljährlich mit der  Faulenbachschanze in Füssen der TT-TSV Cup ausgetragen.

## Geschichte
Die Raimund-Ertl-Schanze wurde 1933 gebaut. Der Verein hat die Schanze in den Jahren 1984/85 zur K 75 erweitert. 1993 gab es den zweiten Umbau an der Schanze und dabei wurde sie zur Normalschanze K 85 vergrößert, inzwischen abgebrochen. Die zwei kleineren Schanzen K 20 und K 35 stehen schon lange, wurden 2002 neu mit Matten belegt. 1994 fanden auf der Normalschanze die Skisprungwettbewerbe der Nordischen Junioren-Weltmeisterschaften statt. Nachdem im Einzel der Finne Janne Ahonen vor Nicolas Dessum (Frankreich) und Zbyněk Krompolc (Tschechien) gewonnen hatte, konnte auch die finnische Mannschaft (Jani Mattila, Olli Happonen, Tero Koponen und Janne Ahonen) vor Tschechien (Jan Balcar, Jakub Sucháček, Jaroslav Kahánek und Zbyněk Krompolc) und Österreich (Andreas Widhölzl, Reinhard Schwarzenberger, Richard Foldl und Andreas Beck) den Titel gewinnen.